# ヘルクレス座AC星
ヘルクレス座AC星（ヘルクレスざACせい）は、ヘルクレス座の方向にある脈動変光星である。

## 概要
おうし座RV型変光星で、6.85等と9.0等の間を変光する。周期は変光星総合カタログでは75.01日としているが、アメリカ変光星観測者協会では75.29日としている。スペクトル型は変光に伴いF2pIbとK4eの間を変化し、極小期にはC0,0になることもある。おうし座RV型変光星は平均光度が変化しないRVA型と平均光度が変化するRVB型に細分類されるが、ヘルクレス座AC星はRVA型に分類され、変光星総合カタログではRVA型の代表星とされている。なおおうし座RV型変光星の代表星でもあるおうし座RV星はRVB型に属しRVB型の代表星でもある。

## 名称
学名はAC Herculis（略称：AC Her）、ボン掃天星表での番号はBD+21°3459、ヘンリー・ドレイパーカタログでの番号はHD 170756。